# Zoltán Szécsi
Zoltán Szécsi, nacido en Budapest el 22 de diciembre de 1977, es un jugador internacional húngaro de waterpolo.

## Clubes
- Budapesti Vasutas Sport Club ( Hungría)
- BVSC Vizilaba ( Hungría)
- Egri VK

## Palmarés
Como jugador de la selección húngara de waterpolo
- Oro en los juegos olímpicos de Pekín 2008
- Bronce en el campeonato europeo de waterpolo Málaga 2008
- Plata en la FINA World League Berlín 2007
- Plata en el campeonato mundial de waterpolo Melbourne 2007
- Plata en la FINA World Cup en Budapest 2006
- Plata en el campeonato europeo de waterpolo Belgrado 2006
- Plata en el campeonato mundial de waterpolo Montreal 2005
- Oro en los juegos olímpicos de Atenas 2004
- Bronce en el campeonato europeo de waterpolo Kranj 2003
- Oro en el campeonato mundial de waterpolo Barcelona 2003
- Plata en la FINA World Cup en Belgrado 2002
- Bronce en el campeonato europeo de waterpolo Budapest 2001
- Oro en los juegos olímpicos de Sídney 2000
- Oro en la FINA World Cup en Sídney 1999